# 克拉拉·阿吉别科娃
克拉拉·阿吉别科芙娜·阿吉别科娃（1946年—），另译克拉拉·阿日别科芙娜·阿日别科娃，吉尔吉斯斯坦政治人物。吉尔吉斯族，哲学全博士学位，吉尔吉斯斯坦共产党中央委员会第一书记。

## 生平
克拉拉·阿吉别科娃1946年出生于纳伦。1961年医学院毕业；1970年毕业于吉尔吉斯斯坦国立医学院；1990年在苏共中央社会科学院攻读博（今俄罗斯公共服务学院）。
1999年吉尔吉斯斯坦共产党发生分裂，同年9月13日，以克拉拉·阿吉别科娃为首的吉尔吉斯斯坦共产党成立。她于2005年参加了吉尔吉斯斯坦的议会选举，但在吉尔吉斯斯坦首都比什凯克提出候选人资格后，她未能获得7%的选票（最低要求）。

## 政治观点
其政治观点为反美、反资本主义及共产主义。